# Gran Premio del Belgio 1955
Il Gran Premio del Belgio 1955 fu la quarta gara della stagione 1955 del Campionato mondiale di Formula 1, disputata il 5 giugno sul Circuito di Spa-Francorchamps.

## La cronaca
Malgrado gli stati d'animo di Eugenio Castellotti, di Vittorio Jano e dei meccanici non siano dei migliori per via della recente scomparsa di Alberto Ascari, a cui è seguito il ritiro ufficiale della Lancia dalla Formula 1, grazie anche all'ennesimo potenziamento del motore (si parla di oltre 265, forse 270 CV), la Lancia D50 ottiene addirittura la pole position davanti alle Mercedes di Fangio e di Moss, che risultano staccati di 0,5" l'argentino, e di 1,1” l'inglese. A seguire, la Ferrari di Nino Farina, la Maserati di Jean Behra, la terza Mercedes di Karl Kling, la Maserati di Luigi Musso e via via gli altri.
Al segnale di via, Fangio assume autoritariamente il comando, che non abbandonerà più fino al traguardo. Nella sua scia si lanciano Moss, Castellotti e Farina. Al 10º giro (poco meno di 1/3 di gara) la situazione è: 1° Fangio (Mercedes), 2° Moss (Mercedes) a 11”, 3° Castellotti (Lancia) a 41”, 4° Farina (Ferrari) a 44” Il quartetto marcia in quest'ordine fino al 16º giro, dopodiché la D50 di Castellotti deve abbandonare la lotta per il cedimento della trasmissione (probabilmente del cambio in particolare), forse troppo sollecitata dalla aumentata potenza del motore. Il Gran Premio prosegue senza troppi scossoni, con i primi tre posti occupati stabilmente da Fangio, Moss e Farina.

## Qualifiche
| Pos | N° | Pilota              | Auto               | Squadra                   | Tempo  | Distacco |
| --- | -- | ------------------- | ------------------ | ------------------------- | ------ | -------- |
| 1   | 30 | Eugenio Castellotti | Lancia D50         | Scuderia Lancia           | 4:18.1 | -        |
| 2   | 10 | Juan Manuel Fangio  | Mercedes-Benz W196 | Daimler-Benz AG           | 4:18.6 | +0.5     |
| 3   | 14 | Stirling Moss       | Mercedes W196      | Daimler-Benz AG           | 4:19.2 | +1.1     |
| 4   | 2  | Nino Farina         | Ferrari 555        | Scuderia Ferrari          | 4:20.9 | +2.8     |
| 5   | 20 | Jean Behra          | Maserati 250F      | Officine Alfieri Maserati | 4:23.6 | +5.5     |
| 6   | 12 | Karl Kling          | Mercedes W196      | Daimler-Benz AG           | 4:24.0 | +5.9     |
| 7   | 22 | Luigi Musso         | Maserati 250F      | Officine Alfieri Maserati | 4:26.4 | +8.3     |
| 8   | 6  | Paul Frère          | Ferrari 555        | Scuderia Ferrari          | 4:29.7 | +11.6    |
| 9   | 40 | Mike Hawthorn       | Vanwall            | Vandervell Products Ltd.  | 4:33.0 | +14.9    |
| 10  | 4  | Maurice Trintignant | Ferrari 555        | Scuderia Ferrari          | 4:33.2 | +15.1    |
| 11  | 26 | Cesare Perdisa      | Maserati 250F      | Officine Alfieri Maserati | 4:50.9 | +32.9    |
| 12  | 28 | Louis Rosier        | Maserati 250F      | Ecurie Rosier             | 4:55.4 | +37.3    |
| 13  | 24 | Roberto Mieres      | Maserati 250F      | Officine Alfieri Maserati | 5:09.0 | +50.9    |
| 14  | 4  | Harry Schell        | Ferrari 555        | Scuderia Ferrari          | 4:31.0 | +12.9    |
| 15  | 48 | Piero Taruffi       | Ferrari 555        | Scuderia Ferrari          | -      |          |
| 16  | 38 | Johnny Claes        | Maserati 250F      | Stirling Moss Ltd.        | -      |          |

## Gara
| Pos | N° | Pilota                    | Auto     | Giri | Tempo/Causa Ritiro          | Pos. griglia | Punti |
| --- | -- | ------------------------- | -------- | ---- | --------------------------- | ------------ | ----- |
| 1   | 10 | Juan Manuel Fangio        | Mercedes | 36   | 2:39:29.0                   | 2            | 9     |
| 2   | 14 | Stirling Moss             | Mercedes | 36   | +8.1                        | 3            | 6     |
| 3   | 2  | Nino Farina               | Ferrari  | 36   | +1:40.5                     | 4            | 4     |
| 4   | 6  | Paul Frère                | Ferrari  | 36   | +3:25.5                     | 8            | 3     |
| 5   | 24 | Roberto Mieres Jean Behra | Maserati | 35   | +1 Giro                     | 13           | 1     |
| 6   | 4  | Maurice Trintignant       | Ferrari  | 35   | +1 Giro                     | 10           |       |
| 7   | 22 | Luigi Musso               | Maserati | 34   | +2 Giri                     | 7            |       |
| 8   | 26 | Cesare Perdisa            | Maserati | 33   | +3 Giri                     | 11           |       |
| 9   | 28 | Louis Rosier              | Maserati | 33   | +3 Giri                     | 12           |       |
| Rit | 12 | Karl Kling                | Mercedes | 21   | Perdita olio                | 6            |       |
| Rit | 30 | Eugenio Castellotti       | Lancia   | 16   | Cambio                      | 1            |       |
| Rit | 40 | Mike Hawthorn             | Vanwall  | 8    | Cambio                      | 9            |       |
| Rit | 20 | Jean Behra                | Maserati | 3    | Uscita di pista             | 5            |       |
| NP  | 38 | Johnny Claes              | Maserati |      | Motore                      |              |       |
| NP  | 48 | Piero Taruffi             | Ferrari  |      | Non partito                 |              |       |
| NP  | 4  | Harry Schell              | Ferrari  |      | Auto guidata da Trintignant |              |       |

## Statistiche

### Piloti
- 15ª vittoria per Juan Manuel Fangio
- 1° e unica pole position per Eugenio Castellotti
- 20º e ultimo podio per Nino Farina

### Costruttori
- 6° vittoria per la Mercedes
- 2ª e ultima pole position per la Lancia
- 10° podio per la Mercedes
- Ultimo Gran Premio per la Lancia

### Motori
- 6ª vittoria per il motore Mercedes
- 2ª e ultima pole position per il motore Lancia (come scuderia Lancia. Il motore V8 Lancia sara' in pole-position altre 6 volte nella stagione 1956 utilizzato dalla Scuderia Ferrari)
- 10° podio per il motore Mercedes
- Ultimo Gran Premio per il motore Lancia (come scuderia Lancia. Il motore V8 Lancia sara' in gara anche a Monza 1955 e in altre 7 gare della stagione 1956 utilizzato dalla Scuderia Ferrari)

### Giri al comando
- Juan Manuel Fangio (1-36)

## Classifica Mondiale
| Pos | Pilota                | Punti |
| --- | --------------------- | ----- |
| 1   | Juan Manuel Fangio    | 19    |
| 2   | Maurice Trintignant   | 11.33 |
| 3   | Nino Farina           | 10.33 |
| 4   | Bob Sweikert          | 8     |
| 5   | Stirling Moss         | 7     |
| 6   | Eugenio Castellotti   | 6     |
| 7   | Jimmy Davies          | 4     |
| 8   | Tony Bettenhausen     | 3     |
|     | Paul Russo            | 3     |
|     | Jean Behra            | 3     |
|     | Paul Frère            | 3     |
|     | Johnny Thomson        | 3     |
|     | Roberto Mieres        | 3     |
| 14  | José Froilán González | 2     |
|     | Luigi Villoresi       | 2     |
|     | Cesare Perdisa        | 2     |
| 17  | Umberto Maglioli      | 1.33  |
| 18  | Walt Faulkner         | 1     |
|     | Bill Vukovich         | 1     |
|     | Bill Homeier          | 1     |
|     | Hans Herrmann         | 1     |
|     | Karl Kling            | 1     |